# Hamid Naderi Yeganeh
Pour les articles homonymes, voir Yeganeh.
Hamid Naderi Yeganeh (persan : حمید نادری یگانه), né le 26 juillet 1990 à Qom, en Iran, est un artiste mathématicien iranien,,,,. Il est connu pour utiliser des formules mathématiques afin de créer des dessins d'objets réels, des illustrations complexes, des animations, des fractales et des pavages,,. Naderi Yeganeh utilise les mathématiques comme outil principal pour créer des œuvres d'art. Par conséquent, ses œuvres peuvent être totalement décrites par des concepts mathématiques. Son œuvre d'art 9000 ellipses a été utilisée comme image d'arrière-plan de la couverture de l'American Mathematical Monthly en novembre 2017.   

## Travaux

### Dessins d'objets réels
Naderi Yeganeh a introduit deux méthodes pour dessiner des objets de la vie réelle avec des formules mathématiques. Dans la première méthode, il crée des dizaines de milliers de figures mathématiques générées par ordinateur pour trouver accidentellement quelques formes intéressantes.  Par exemple, en utilisant cette méthode, il a trouvé des formes qui ressemblent à des oiseaux, des poissons et des voiliers,,. Dans la deuxième méthode, il dessine un objet de la vie réelle avec un processus étape par étape. À chaque étape, il essaie de savoir quelles formules mathématiques produiront le dessin. Par exemple, en utilisant cette méthode, il a dessiné des oiseaux en vol, des papillons, des visages humains et des plantes en utilisant des fonctions trigonométriques,,.

### Fractales et pavages
Il a conçu quelques fractales et pavages inspirés des continents. Par exemple, en 2015, il a décrit l'Afrique fractale avec un octogone africain et son inversion latérale,.

## Galerie d'images
Voici quelques exemples des œuvres de Yeganeh:

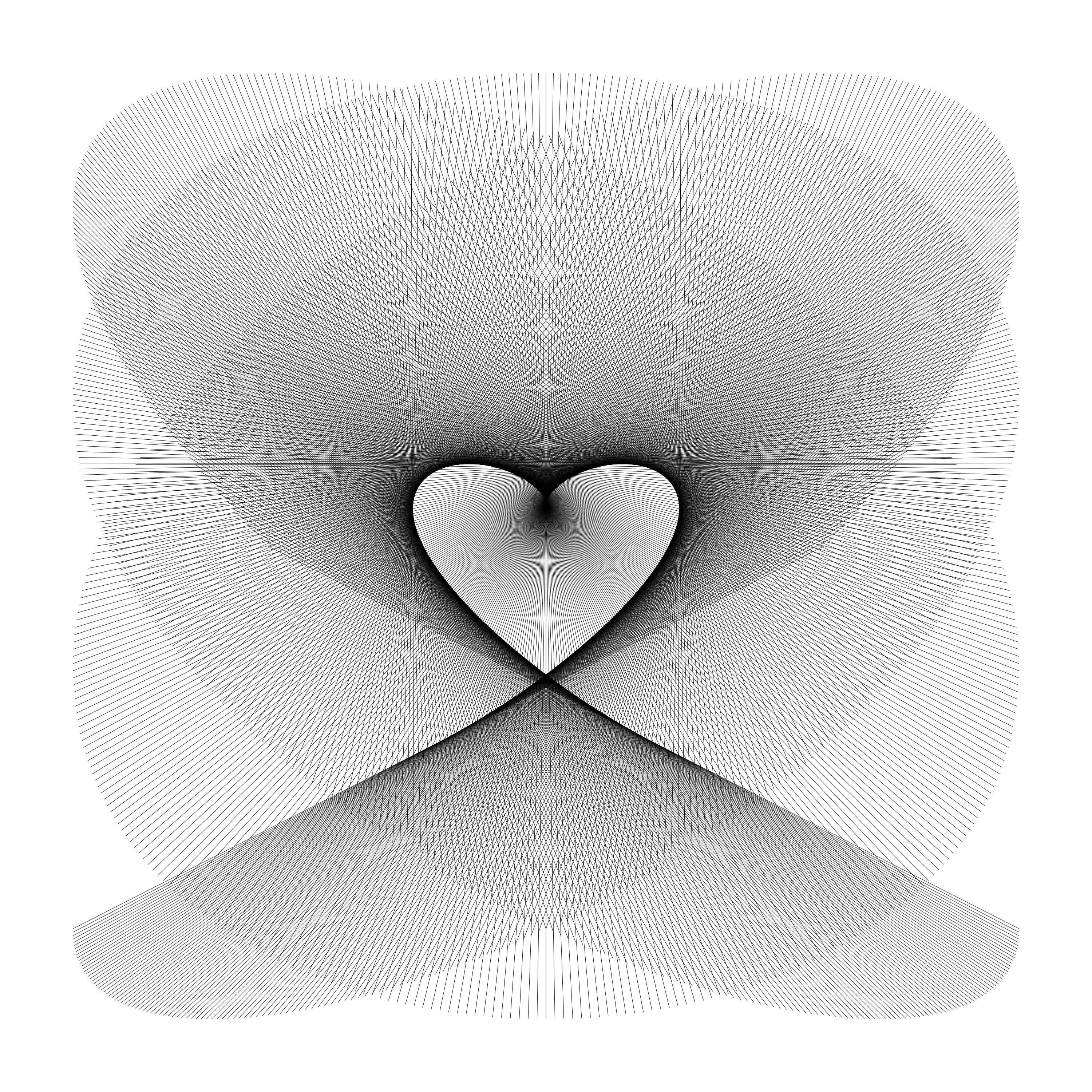
Cœur par Hamid Naderi Yeganeh, 2014
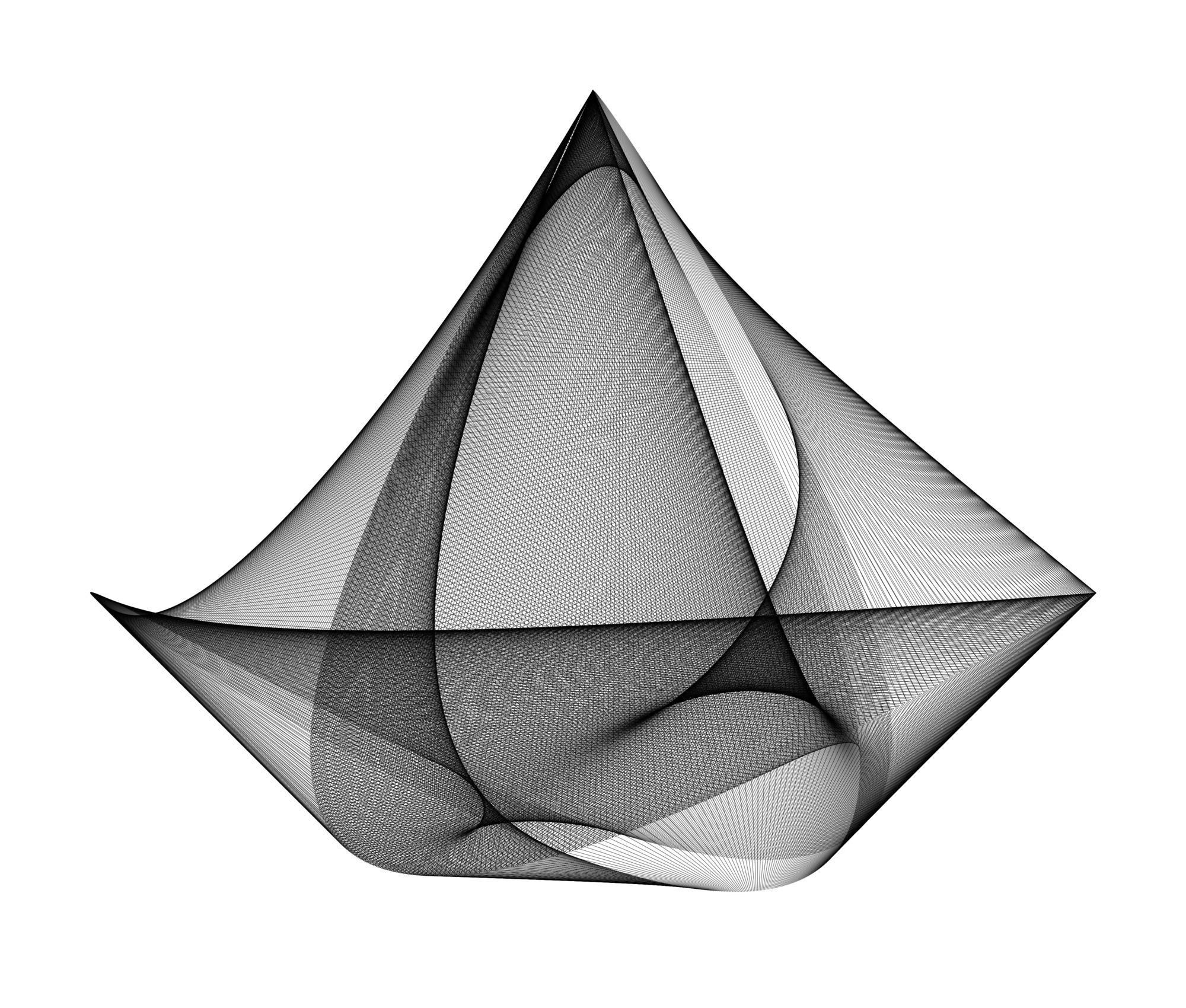
Bateau par Hamid Naderi Yeganeh, 2015
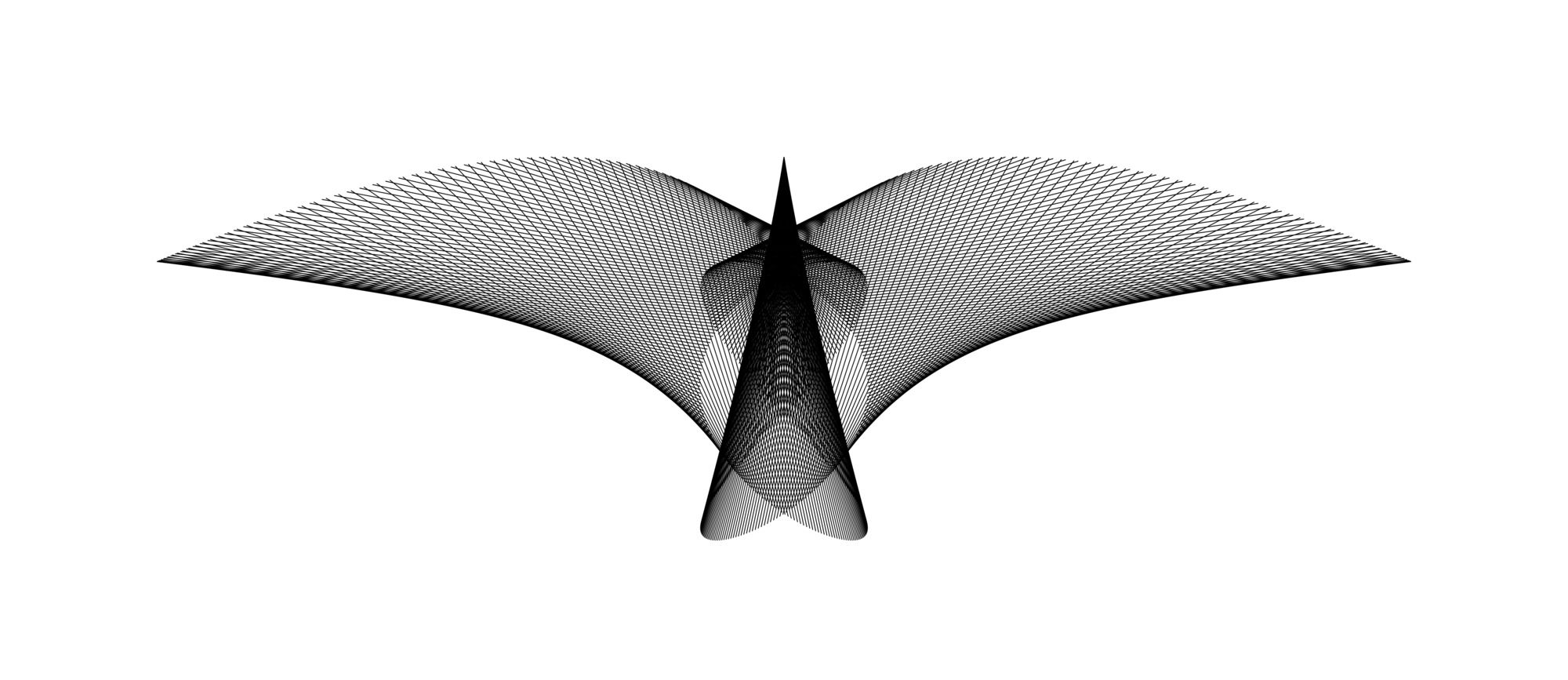
Un oiseau en vol par Hamid Naderi Yeganeh, 2015